# Bombardier ejvijejšon
Bombardier ejvijejšon (engl. Bombardier Aviation) je divizija kompanije Bombardier Inc, sa sedištem je u Dorvalu u Kvebeku, Kanada.

## Istorija
Nakon što je 1986. godine preuzeo Canadair i povratio njihovu profitabilnost, Bombardier je 1989. godine kupio skoro bankrotiranu kompaniju za proizvodnju aviona Šort Broters u Belfastu, Severna Irska. Nakon toga je 1990. godine usledila kupovina bankrotirane američke kompanije Lirdžet, proizvođača poslovnih mlaznjaka sa sedištem u Vičiti, Kansas; i na kraju podružnice Boeinga koja je poslovala sa gubicima, de Heviland Erkraft iz Kanade, sa sedištem u Torontu, Ontario 1992. godine.
Vazduhoplovna kompanija sada čini preko polovine prihoda kompanije Bombardier Inc. U 2015. i 2016. godini, najpopularnije letelice obuhvatale su linije Daš 8 serije 400, CRJ100/200/440 i CRJ700/900/1000 liniju regionalnih aviona, mada je kompanija većinu svog budžeta za istraživanje i razvoj posvetila novijoj CSeriji. Takođe je proizvodila amfibijske vodene bombardere Bombardier 415 (u Dorvalu i Severnom zalivu), kao i linije Global Ekpres i Čelindžer za poslovne letove.
Modeli CSerije, koje je Bombardier nudio u više verzija, u početku su se nadmetali sa Erbusom A318 i Erbusom A319, modelima sledeće generacije Boinga 737 737-600 i 737-700, i Embraerom 195. Bombardier je tvrdio da će CSerija sagorevati 20% manje goriva po putovanju od ovih konkurenata, što bi učinilo te avione oko 8% efikasnijim u pogledu goriva od modela Boing 737 MAKS, koji je predstavljen 2017. godine. Lansirni kupac CSerije, Lufthanza je potpisala pismo namere za do 60 aviona i 30 opcija u 2008. godini. Proizvodni kompleks u Montrealu je obnovila fimra Ghafari Associates kako bi se omogućila ekonomična proizvodnja aviona CSerije.
Dana 24. marta 2011, kineska korporacija vazduhoplovnih kompanija sa sedištem u Šangaju (Comac) i Bombardier Inc. potpisali su okvirni sporazum za dugoročnu stratešku saradnju na komercijalnim avionima. Namera je bila da se sruši dvojni monopol Erbusa i Boinga. Avioni obuhvaćeni programom uključuju Bombardier CRJ-seriju, CSeriju i Q-seriju; i Comac ARJ21 i Comac C919. 
U januaru 2012. kompanija je započela proizvodnju jednostavnih struktura poput kontrola leta za seriju CRJ iz tranzicionog objekta u blizini Kazablanke u Maroku, svog prvog objekta u Africi. Dana 30. septembra 2013. godine, otpočet je rad na stalnom objektu, s namerom da se radovi okončaju krajem 2014. godine. U oktobru je objavljen zajednički razvojni sporazum između firme Bombardier Aerospace i konzorcijuma koji je predvodila vlada Južne Koreje, kako bi se razvio regionalni elisno-mlazni avion sa 90 sedišta, koji je planiran da bude okončan 2019. godine. Konzorcijum je obuhvatao korejsku vazduhoplovnu industriju i korejske vazduhoplovne kompanije. U novembru 2012. kompanija je potpisala najveći ugovor u svojoj istoriji, sa švajcarskim operatorom poslovnih džetova VistaJet, da isporuči 56 aviona globalne džet serije sa ukupnom vrednošću od 3,1 milijardi dolara. Dogovor je uključivao opciju da Bombardier proizvede i proda dodatnih 86 globalnih džetova, čime bi celokupna transakcija vredela 7,3 milijardi dolara.

## Produkcija
isporuka komercijalnih, poslovnih i amfibijskih vazduhoplova u fiskalnoj ili kalendarskoj godini:
| Fiskalna/kalendarska godina | Fiskalna/kalendarska godina | 1999/00 | 2000/01 | 2001/02 | 2002/03 | 2003/04 | 2004/05 | 2005/06 | 2006/07 | 2007/08 | 2008/09 | 2009/10 | 2010/11 | 2011 | 2012 | 2013 | 2014 | 2015 | 2016 | 2017 |
| --------------------------- | --------------------------- | ------- | ------- | ------- | ------- | ------- | ------- | ------- | ------- | ------- | ------- | ------- | ------- | ---- | ---- | ---- | ---- | ---- | ---- | ---- |
| Komercijalni                | C Serija                    |         |         |         |         |         |         |         |         |         |         |         |         |      |      |      |      |      | 7    | 17   |
| Komercijalni                | CRJ                         | 81      | 105     | 165     | 191     | 214     | 175     | 110     | 64      | 62      | 56      | 60      | 41      | 33   | 14   | 26   | 59   | 44   | 46   | 26   |
| Komercijalni                | Q-Serija                    | 23      | 52      | 41      | 29      | 19      | 22      | 28      | 48      | 66      | 54      | 61      | 56      | 45   | 36   | 29   | 25   | 29   | 33   | 30   |
| Poslovni                    |                             | 109     | 129     | 96      | 38      | 41      | 47      | 69      | 71      | 81      | 70      | 44      | 33      | 33   | 39   | 29   | 34   | 32   | 24   | 14   |
| Poslovni                    |                             | 40      | 38      | 45      | 23      | 31      | 62      | 98      | 99      | 103     | 116     | 82      | 63      | 79   | 86   | 89   | 90   | 94   | 88   | 81   |
| Poslovni                    | Globalno                    | 34      | 36      | 21      | 16      | 17      | 22      | 30      | 42      | 48      | 53      | 50      | 47      | 51   | 54   | 62   | 80   | 73   | 51   | 45   |
| Amfibijski                  | CL-415                      | 5       | 10      | 2       | 1       | 3       | 1       | 2       | 2       | 1       | 4       | 5       | 4       | 4    | 4    | 3    | 2    | 3    |      |      |
| Ukupne isporuke             | Ukupne isporuke             | 292     | 370     | 370     | 298     | 324     | 329     | 337     | 326     | 361     | 353     | 302     | 244     | 245  | 233  | 238  | 290  | 275  | 249  | 213  |
| Neto narudžbine             | Neto narudžbine             |         |         |         |         |         |         |         | 363     | 698     | 367     | 11      | 201     | 249  | 481  | 388  | 282  | 27   | 275  |      |

## Galerija
- Q400 turboprop regionalni avion
- CRJ900 regional džet
- Erbus A220-100 (CS100)
- Learjet 75 poslovni džet
- Challenger 300 poslovni džet
- Global ekspres

## Literatura
- Commercial Aircraft and Airline Markings by Christopher Chant.

## Spoljašnje veze
- Zvanični veb-sajt
- Polek, Gregory (26. 6. 2018). „Bombardier Sees Return to Prominence for its Regional Lineup”. AIN online.
- Jon Hemmerdinger (27. 6. 2018). „ANALYSIS: Bombardier returns to regional aircraft roots”. Flightglobal.